# Movimento del Settantasette

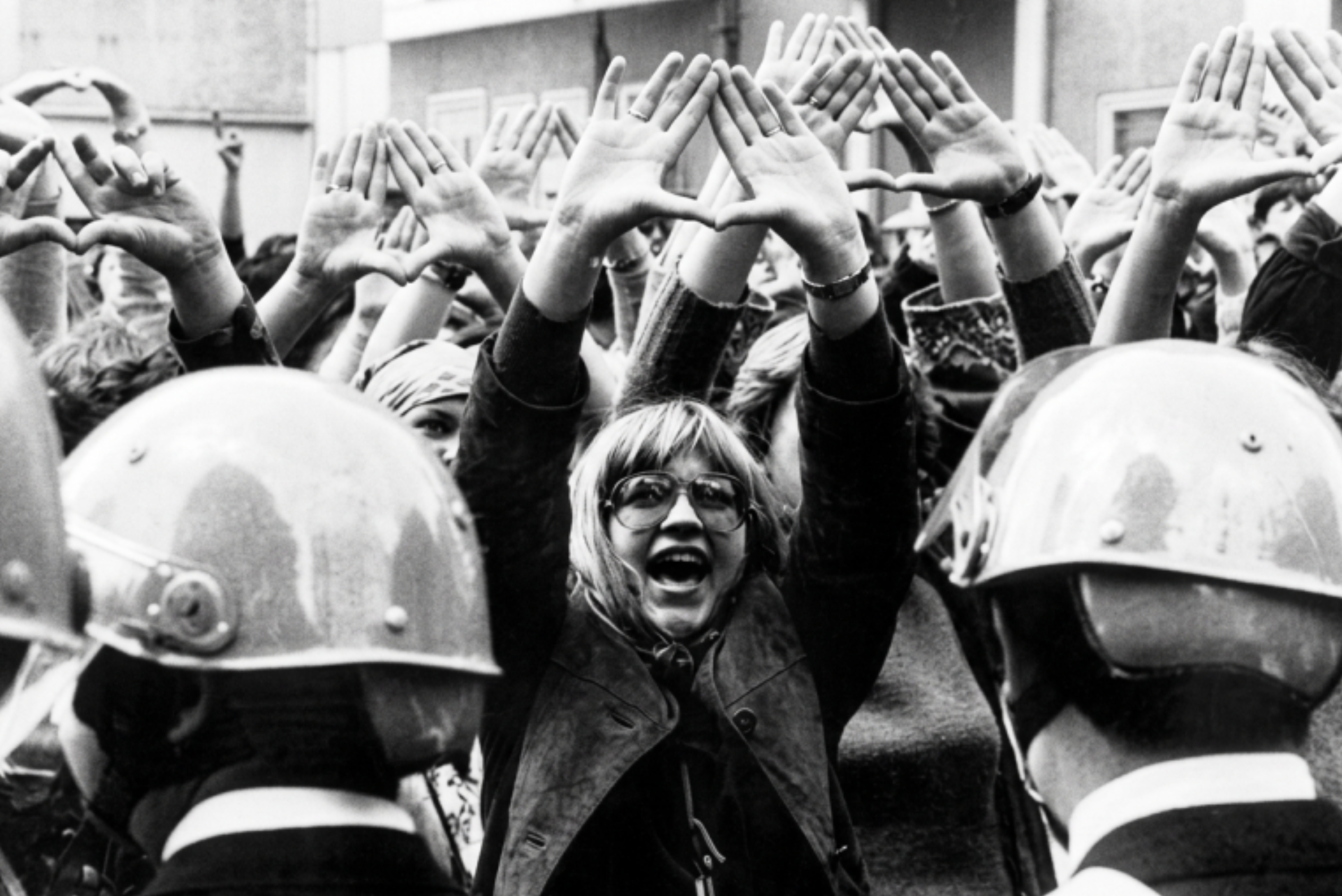
Manifestazione femminista.

Il movimento del Settantasette è stato un movimento politico e culturale spontaneo ed esplosivo, a vocazione extra-parlamentare nato in Italia a Febbraio poi proclamato sciolto dagli stessi protagonisti a Ottobre, come sviluppo e trasformazione dei movimenti giovanili e operai ancora esistenti nel paese dopo il Sessantotto, costituendo una breve ma incisiva parabola di circa nove mesi (salvo poi tornare vivo negli anni successivi per azioni estemporanee dei suoi protagonisti) 
Nato principalmente nell'area dei gruppi della sinistra extraparlamentare, diversamente dai precedenti movimenti studenteschi, non solo contestava il sistema dominante dei partiti e dei sindacati, ma metteva in discussione la tipologia delle organizzazioni che gli stessi studenti si erano dati fino ad allora: emersero anche alcune tematiche fino ad allora del tutto inedite. I settantasettini erano "cosa" altra dai sessantottini, tentavano e spesso riuscivano a "sfangare" la giornata anche creando un nuovo modo borderline e a volte volutamente fuorilegge (sempre di sfida), un taglio hippie di giovani avvezzi a vivere nelle loro comuni, che includeva l'autoriduzione e le "spese proletarie" in un paese che aveva risentito dell'austerity di metà anni '70 e le sostanze capitalistiche concentrate in mano a pochi ricchi.
Saliente ricordare come si sia cercato a più riprese la scomposizione del linguaggio (anche nei tadzebao e negli slogan), di neologismi e per i più raffinati il far proprio, studiandolo, l'Esperanto come si parlava in certi luoghi di ritrovo ad Amsterdam. Chi aveva già cominciato a viaggiare per l'Europa da qualche tempo era ancor più motivato e si entusiasmava nelle caleidoscopiche piazze più calde, Bologna e Roma. Città che erano state segnate da vite e sogni spezzati di giovani per mano della repressione, da citare Francesco Lorusso e Giorgiana Masi.

## Storia

### Contesto sociopolitico e inizi del movimento
Il movimento del Settantasette nacque in concomitanza della crisi delle organizzazioni extraparlamentari che avevano condotto ed egemonizzato le lotte sociali negli anni successivi al Sessantotto, e con l'avvento di quella che fu definita «università di massa».

Manifestazione di Autonomia Operaia.

Già dagli anni '60 le Università non erano più frequentate quasi esclusivamente da studenti provenienti dai ceti più benestanti ma anche in larga parte da giovani provenienti dalle famiglie dei ceti più poveri, e il processo fu poi favorito dalla legge n.162 nel 1969 sull'assegno di studio universitario. Nel corso degli anni '70 la presenza di giovani appartenenti a famiglie meno abbienti divenne massiccia.
Dopo circa un decennio di contestazioni nella scuola e nella società, il rigore dei vecchi gruppi della sinistra extraparlamentare appariva a molti inadeguato e superato, l'organizzazione Lotta Continua si sciolse di fatto nel novembre 1976, mentre continuava la pubblicazione l'omonimo quotidiano. Infatti la contestazione fu rivolta anche alla pratica politica delle stesse organizzazioni da cui gli aderenti al movimento provenivano, pratica che, in alcuni casi, si era modificata, muovendosi verso una istituzionalizzazione del loro stato d'essere, per esempio venne fondata Democrazia Proletaria una sorta di cartello elettorale dei principali movimenti storici,  presentatasi alle elezioni regionali del 1975 e quindi a quelle politiche del 1976, accettando quindi l'ingresso nel sistema politico parlamentare.
Inoltre, rispetto agli anni immediatamente seguenti il Sessantotto, si era sviluppato il movimento femminista. Le femministe ma non solo esse, anche i transessuali, i gay e i transgender che avevano come casa e leva politica il Partito radicale aprirono un discorso nuovo che scuoteva le stesse organizzazioni dell'estrema sinistra a cui alcuni/e appartenevano: l'oppressione del proprio orientamento sessuale (se lesbiche e omosessuali) non veniva denunciata solo all'interno della società borghese, ma nelle riviste di controcultura. Si videro spontanee delle attività di discussione e critica fra sole donne, o fra soli transgender, e indipendentemente dalle appartenenze di ciascuna donna, con riunioni, pubblicazioni e adunate: "Tremate, tremate, le streghe son tornate" uno dei loro slogan.
Aumentava l'importanza e la diffusione del giornale Rosso prodotto e distribuito dall'area di Autonomia Operaia. Gli Autonomi asserivano che gli Indiani e i Creativi sviluppassero " l'arma dell'ironia" per decisione condivisa, perché poi tutto il Movimento se ne appropriasse: allora, dando per buono questo aspetto, la convinzione diffusa poteva lasciare presagire che fosse un'onda più lunga e di largo respiro, a un pensiero fortificato dalla Controcultura destinato ad essere tramandato. A chi? Trascorsi cinque anni il testimone era alla generazione seguente,  quella dei tredicenni che nel 1977 andavano per l'esame di terza media e che ne avrebbero avuto diciotto nel 1982, l'anno che sarebbe stato di giubilo per la vittoria della nazionale.
Ma non fu cosi, varie circostanze remarono contro la sopravvivenza del '77 negli anni a seguire, il forte effetto di novità inevitabilmente si esaurì, il diffondersi dell'uso delle droghe pesanti fece il resto.

Manifestazione del movimento a Roma.

Un corteo a Bologna dell'anima creativa del movimento, nei primi mesi del 1977.

Altro aspetto importante fu l'azione politica del Partito Radicale di Marco Pannella che, dopo la vittoria nel 1974 del referendum sul divorzio, aveva ingrossato notevolmente le file e aveva concentrato il suo impegno sulla difesa dei diritti umani, dei diritti civili, per il pacifismo e la nonviolenza. Le istanze erano molteplici, andando dalla lotta contro l'autoritarismo e la repressione a quelle del movimento di liberazione omosessuale e l'antiproibizionismo. Pannella inoltre era il pigmalione di piazza Navona, l'aspetto era quello di un "guru", risultò trascinatore di un certo numero di adolescenti che si dedicarono anima e corpo fondendo il Movimento '77, Stampa alternativa e la militanza con i concerti gratuiti di musica rock psichedelica. Forte era la loro contrapposizione con il PCI, si ricorda lo schiaffo ricevuto da Pannella, davanti a Botteghe Oscure, ad opera di un militante del partito.
Inoltre in quell'epoca vi era la diffusione della cultura underground e di giornali dedicati alla controcultura e alla controinformazione, come la rivista Re Nudo fondata nel 1969 a Milano da un gruppo di hippies. Questi con la rivista nel 1975 e nel 1976, in un certo qual modo ricalcando il grande raduno di Woodstock, avevano organizzato due grandi kermesse pop (Festival del proletariato giovanile) al Parco Lambro a Milano. Giovani con le tende per accamparsi era accorsi da tutta Italia, dalla Svizzera e dalla Germania.
La cultura alternativa passava anche attraverso le radio libere, nate dopo la liberalizzazione delle trasmissioni nel 1976, che ebbero una discreta diffusione in tutto il territorio nazionale. A livello internazionale c'è da ricordare che proprio nel 1977 arrivò la «prima ondata» di subcultura punk chiamata «Punk 77», relativo in particolare alla scena del Regno Unito (British Punk) e statunitense (American Punk).
Nacque in questo contesto un movimento complesso, libertario e creativo, dove non c'era un solo leader se non individui di riferimento per gli altri perché coraggiosi e determinati e padroni della lingua il che non guastava. Chi più ne aveva ne metteva nel suggerire le situazioni giuste per emergere e colpire nel segno ( l'ala creativa e gli Indiani erano specialisti in questo): action movie in ogni caso dove il coinvolgimento e la responsabilità erano strettamente personali, anche se un ruolo portante nelle lotte continuavano a svolgerlo gli ambienti militanti dell'ormai sciolta Lotta Continua e soprattutto dell'area dell'Autonomia.
Il movimento del Settantasette aveva due anime: quella creativa, trasgressiva, irridente, spontaneista e quasi sempre non violenta (ne facevano parte gli Indiani metropolitani), e quella della lotta più prettamente politica, dura e intransigente.

### Le azioni politiche
Alcune delle pratiche di lotta che caratterizzarono il Movimento si erano consolidate nel corso degli anni settanta ed erano incentrate sull'azione diretta: il cambiamento doveva avvenire subito, con la riappropriazione di beni e spazi rivendicati come diritto. Rosso, una delle riviste vicine al Movimento, teorizzava l'occupazione di case sfitte e/o abbandonate, espropri proletari nei supermercati e l'autoriduzione delle bollette e dei servizi in genere (dal cinema agli esercizi di ristorazione).  
A tutto ciò rimasero affiancate le azioni distintive della sinistra extraparlamentare come l'antifascismo militante. I servizi d'ordine di varie organizzazioni e anche alcuni comitati di quartiere e collettivi di studenti, erano dotati di armi improprie, per proteggersi da polizia e neofascisti, e comunque essere pronti a reagire in situazioni di scontro.
Il movimento del Settantasette coinvolse i settori emarginati, gli orfani totali ancora detti  figli di N.N. (come nel caso di Mario Appignani) e poi anche vasti strati della popolazione delle periferie degradate delle grandi città, giovani che vivevano la loro condizione difficile d'irregolari, in molti casi di sottoproletari ai margini della società e della politica nazionale. A questa condizione di emarginazione si aggiungeva l'aumento della circolazione e della diffusione delle droghe pesanti come l'eroina, che il Movimento contrastava come poteva con campagne di informazione e di lotta allo spaccio. Solo i più forti e determinati rimasero indenni dalle potenti sirene rappresentate dalla nuova invasione di droghe pesanti offerte a "prezzi popolari".
Nei cortei si inserirono talvolta, nascostamente, isolati elementi armati di pistola (il più delle volte era una P38), che in qualche caso reagirono agli interventi della polizia sparando. Nelle piazze, oltre agli slogan «Non siamo un centinaio di teppisti / ma migliaia di buoni comunisti / Gui e Tanassi sono innocenti / siamo noi i veri delinquenti» in riferimento allo scandalo Lockheed, alcuni gridavano anche «Attento poliziotto / è arrivata la compagna P 38» e alzavano tre dita a simulare una pistola, ma questo genere di slogan e gesti era settoriale e disapprovato da molti come una forma di infantilismo. Gli indiani metropolitani non alzavano mai le tre dita, esercitando il dissenso e la rivolta con una forma tutta propria.

### Lo scontro con la sinistra istituzionale
(Murale all'Università di Bologna da Zut, febbraio 1977.)
Le ragioni di scontro fra l'estrema sinistra e il PCI, già forti a partire dal 1968, si acuirono notevolmente a metà degli anni '70 in seguito a due precise svolte del partito di Berlinguer verso la collaborazione con i partiti di centro (Democrazia Cristiana e suoi tradizionali alleati).
Nel 1977 si accentuò l'attacco al PCI, contestandogli la politica del compromesso storico e il suo passaggio dall'opposizione parlamentare alla partecipazione al potere borghese. Inoltre, fra il 1975 e il 1977, la posizione del PCI sul ruolo della polizia nelle manifestazioni di piazza era cambiato notevolmente. 

Roma, 28 giugno 1977: stretta di mano tra il segretario del PCI Enrico Berlinguer e il presidente della DC Aldo Moro, nel corso delle trattative per arrivare a un governo sostenuto da entrambi i partiti

La strategia del compromesso storico (esposta da Berlinguer alla fine del 1973), scosse i tanti che, pur decisamente critici verso il PCI, lo consideravano comunque un partito che, in qualche modo, poteva contrastare il potere capitalista. All'improvviso, riferendosi proprio ai fatti cileni, in anni in cui la minaccia di un colpo di Stato in Italia era evidente, Berlinguer rifiutava di combattere tale minaccia ma vi si sottometteva, considerando quindi impossibile un governo delle sole sinistre in caso di una loro vittoria elettorale, e presentando il patteggiamento e la collaborazione come unica via praticabile. E i fatti seguirono: il 10 agosto 1976, dopo precise trattative con tutti i partiti tranne il MSI, il PCI, per la prima volta dalla propria espulsione dal governo (1947), non votò la sfiducia al nuovo esecutivo (governo Andreotti 3, monocolore DC) ma lo appoggiò dichiaratamente, pur utilizzando la forma della "non sfiducia" (astensione).
Inoltre, già dal 1968 e fino al 1975 il partito comunista aveva generalmente sostenuto le grandi mobilitazioni studentesche e operaie, e pur definendo sempre "teppisti" o "provocatori" i manifestanti che in esse compivano atti di violenza, aveva anche condannato i comportamenti violentemente repressivi della polizia. Ben consapevole del pericolo che una polizia violenta potesse, in qualche circostanza, rappresentare una minaccia per sé, per il sindacato e per le mobilitazioni di massa, nel 1975 il PCI si oppose duramente alla Legge Reale, che dava alla polizia determinate autorizzazioni all'uso delle armi da fuoco negli scontri di piazza. Ma già di fronte ai fatti del marzo 1977 a Bologna il PCI, assieme ai partiti di governo, espresse una condanna assai debole nei confronti dell'uso delle armi da parte della polizia (limitandosi a chiedere "chiarezza") e vide nel comportamento degli studenti la gravità della situazione e la minaccia alla democrazia. In questa linea, l'anno dopo, in occasione del referendum per l'abrogazione della Legge Reale, fece appello per il mantenimento di questa..
Riferendosi a questi due forti elementi di scontro col PCI, nel movimento del Settantasette si cantava spesso la canzoncina:

Pupazzo dedicato a Lama innalzato dagli studenti, prima dell'inizio del comizio.

Lo scontro politico frontale col PCI si manifestò in maniera palese il 17 febbraio 1977, durante un comizio del segretario della CGIL Luciano Lama svoltosi dentro l'Università di Roma, in quel momento occupata dagli studenti. Appena entrato nell'ateneo, accompagnato dal servizio d'ordine del sindacato, i gruppi studenteschi urlarono «Via, via la nuova polizia!», mentre sui muri comparvero scritte come «I Lama stanno nel Tibet» (tra i contestatori di Lama erano presenti Emilia Libera e Antonio Savasta, futuri militanti brigatisti). Durante il comizio, la contestazione si trasformò in scontro aperto con il servizio d'ordine del sindacato. Gli scontri per violenza e intensità causarono lo scioglimento anticipato del comizio e l'abbandono della città universitaria da parte del segretario e della delegazione della CGIL. L'evento diverrà famoso e ricordato come «La cacciata di Lama» dall'Università La Sapienza. Lo stesso giorno, in conseguenza di quell'episodio, il rettore Antonio Ruberti consegnò la città universitaria alla polizia.

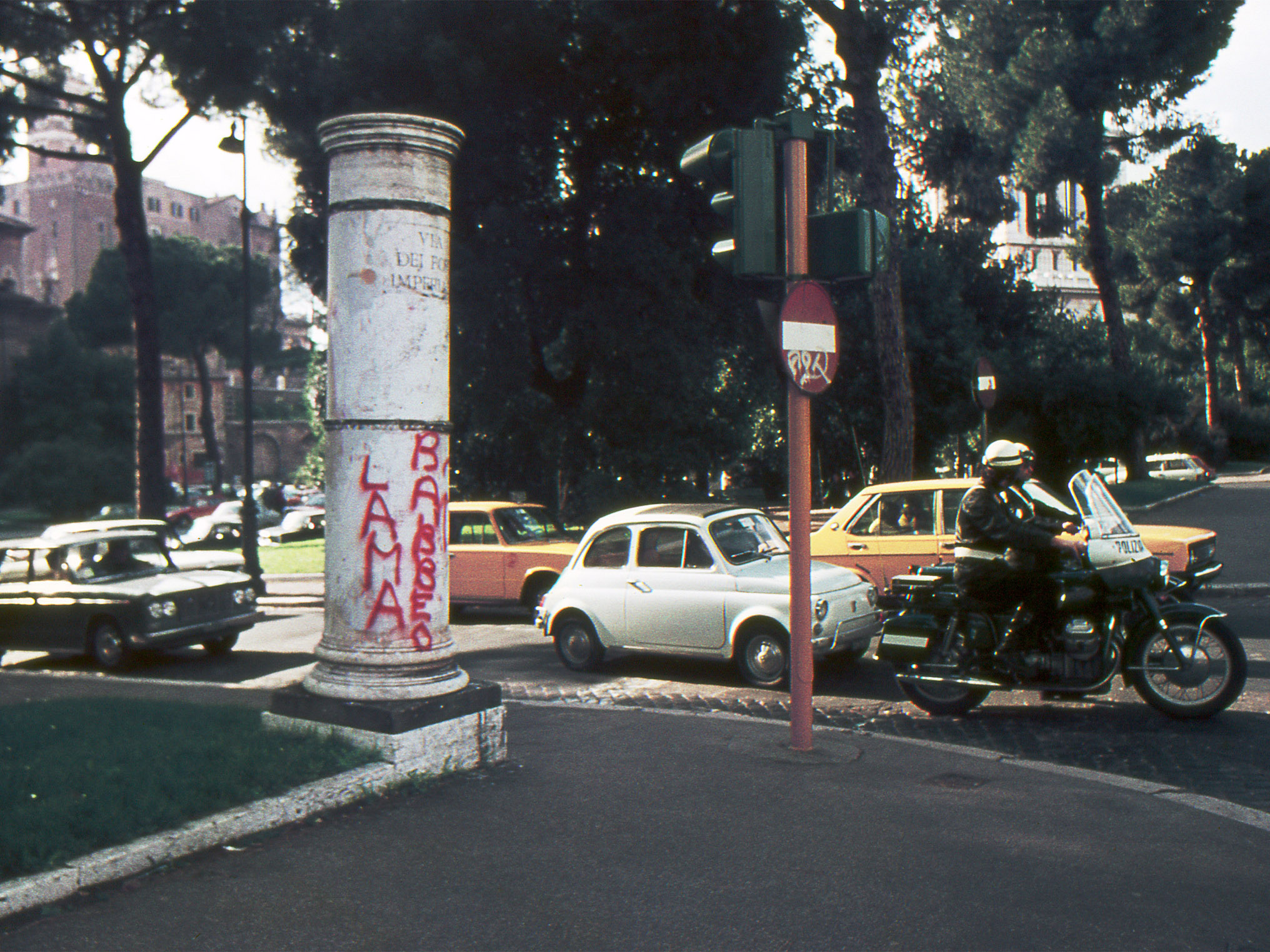
Roma, 1977. Scritta in via dei Fori Imperiali dopo la «Cacciata di Lama» dall'Università La Sapienza.

Lo scontro con il PCI era particolarmente forte a Bologna, da decenni città saldamente in mano a questo partito, che in maniera assai più evidente che altrove, pur con una forte base operaia, guadagnava notevoli consensi anche da parte della piccola e alta borghesia cittadina, che a proprio favore riceveva benevole scelte amministrative. Questa alleanza era parecchio invisa al Movimento, e l'allora sindaco Renato Zangheri veniva continuamente attaccato negli slogan. In questo clima, a partire da dicembre 1976, il Collettivo Jacquerie, che in città raccoglieva elementi sparsi del Movimento (soprattutto dalla disciolta Lotta Continua), attuò azioni dimostrative per stigmatizzare l'opulenza della città in un quadro di carovita e forte disuguaglianza sociale. Alcune di queste azioni consistevano, provocatoriamente, nel pranzare in gruppo in un ristorante molto caro, e alla fine andarsene senza pagare gridando slogan contro il carovita verso gestori e avventori.

### Gli scontri di piazza

Fori di proiettile in via Mascarella a Bologna, dove fu ucciso Francesco Lorusso.

La città di Bologna in quell'anno fu teatro di violentissimi scontri di piazza. In particolare l'11 marzo fu ucciso, con un colpo di pistola alle spalle, un militante di Lotta Continua, Francesco Lorusso, durante le cariche per disperdere un gruppo di autonomi che avevano organizzato una contestazione dell'assemblea di Comunione e Liberazione che si teneva quella mattina all'Università. Grazie alle tante testimonianze, e per immediata ammissione degli stessi responsabili, si accertò subito che qualche elemento delle forze di polizia aveva sparato numerosi colpi verso manifestanti in fuga (la magistratura riconoscerà come responsabili della sparatoria gli agenti Massimo Tramontani e Pietro Pistolese - capitano dei carabinieri - ma li proscioglierà, non trovando prove che il colpo che uccise lo studente fosse partito da loro).
L'evento suscitò un'immediata ondata di indignazione e rabbia collettiva, portando a un violento corteo cittadino con deliberati danni ai negozi del centro e una serie di scontri con le forze dell'ordine che interessarono per due giorni più punti della città. Il Ministro dell'Interno Francesco Cossiga per impedire ulteriori azioni di guerriglia inviò alcuni mezzi blindati a presidiarl la zona universitaria.
Il fatto provocò perfino la condanna da parte di alcuni esponenti dell'intellighenzia francese, fra i quali lo scrittore Jean-Paul Sartre, che in una sua intervista al quotidiano Lotta Continua dichiarò: «Non posso accettare che un giovane militante sia assassinato per le strade di una città governata dal partito comunista».
Quando la polizia fece irruzione a Radio Alice distruggendo gli impianti e arrestando gli operatori (accusati di avere dato, durante la manifestazione di Bologna, istruzioni per la guerriglia, ma alla fine del processo prosciolti avendo semplicemente raccontato in diretta gli avvenimenti), numerosi intellettuali di sinistra, anche di altre nazioni europee, si mobilitarono protestando contro la repressione.

Poliziotto in borghese armato durante gli scontri che portarono alla morte di Giorgiana Masi.

La condanna sfociò, nel luglio 1977, in un Manifesto contro la repressione firmato da 28 intellettuali fra i quali, oltre a Sartre e Simone de Beauvoir, i filosofi Michel Foucault, Roland Barthes, Philippe Sollers, Gilles Deleuze e Félix Guattari. Questi ultimi erano stati gli autori del saggio Anti-Edipo che era diventato uno dei punti di riferimento culturali del movimento del Settantasette. Il manifesto fu appoggiato anche da alcuni esponenti della sinistra riformista bolognese, tra cui il segretario della FGSI Emilio Lonardo.
Indipendentemente da questi eventi, in quei mesi due agenti erano stati uccisi da appartenenti alle formazioni armate Prima Linea e Nuclei Armati Proletari): il 12 marzo a Torino il brigadiere Giuseppe Ciotta, il 22 marzo a Roma l'agente Claudio Graziosi che tentava di arrestare la terrorista Maria Pia Vianale (un colpo accidentale uccise anche una guardia zoofila, Angelo Cerrai);  perciò Cossiga decise di non autorizzare altre manifestazioni a Roma. Nonostante il divieto il Partito Radicale ne organizzò una per celebrare i tre anni dalla vittoria del referendum sul divorzio. La polizia fece fuoco (fu costretta a far fuoco, dissero i responsabili dell'ordine pubblico) uccidendo Giorgiana Masi con un colpo di pistola. Per quanto i responsabili dell'omicidio siano rimasti ignoti, il Movimento e un'ampia parte dell'opinione pubblica e della stampa attribuirono la responsabilità del delitto ad agenti di polizia in borghese, che, in una foto resa pubblica, vennero immortalati in quell'occasione vestiti con abbigliamento riconducibile allo stile dei giovani extraparlamentari e con le armi in pugno. Gli incidenti di Roma provocarono nuove manifestazioni in tutta Italia.
Il 14 maggio, nel corso degli scontri con la polizia durante un corteo a Milano, organizzato per protestare contro la repressione, la morte di Giorgiana e l'arresto di due avvocati del Soccorso Rosso Militante, fu ucciso il brigadiere Antonio Custra. I dimostranti erano diretti verso il carcere di San Vittore, in via De Amicis Paolo Pedrizzetti,  fotografo, riprese l'immagine di Giuseppe Memeo, uno dei dimostranti, e che a mani giunte puntava la pistola contro la polizia e sparava (identificato poi, risultò non essere stato l'assassino di Custra). Le pagine di cronaca del Corriere della Sera, a differenza degli altri quotidiani, rifiutarono di pubblicare quella foto, che divenne un'icona del periodo. I fatti di Milano provocarono anche un grosso dibattito nei gruppi della sinistra extraparlamentare sulla necessità di un distacco politico chiaro nei confronti di quelle formazioni clandestine, come le Brigate Rosse, che consideravano la lotta armata uno strumento di lotta.
Il 29 settembre 1977 a Roma un gruppo di neofascisti, dopo avere allontanato a sassate un gruppo di giovani di sinistra che manifestava davanti alla sede MSI in cui si trovavano, iniziarono a sparare a grande distanza, con una pistola militare, contro il gruppo avversario che fuggiva, e uccisero alle spalle il diciannovenne Walter Rossi. Nessuno della quindicina di poliziotti che stazionavano a difesa della sede missina intervenne, né chiamó subito i soccorsi. Alla fine nessun responsabile della sparatoria verrà condannato. Il fatto scatenò dure proteste in tutta Italia, e due giorni dopo, a Torino, dopo un corteo di protesta con il lancio di alcune molotov contro una sede del MSI, un gruppo si staccò dal corteo raggiungendo l'Angelo Azzurro, un bar ritenuto frequentato da neofascisti e spacciatori, lanciando alcune molotov per distruggere il locale. Fra gli avventori un giovane, Roberto Crescenzio, fuggì per un percorso sbagliato, riuscì alla fine a uscire ma, per le gravi ustioni, morì due giorni dopo in ospedale. L'evento suscitò profonde crisi di coscienza all'interno dello stesso movimento: nel quotidiano di Lotta Continua Pietro Marcenaro scrisse che la morte del giovane era «...pesante come una montagna...» e parlò di «...responsabilità che riguarda noi, come movimento e come organizzazioni politiche, che deve essere affrontata»... «un movimento che si vuole comunista, che lotta contro il potere per affermare le ragioni della vita, non può, se non vuole decretare la sua fine, vedere un ragazzo bruciato vivo e passare oltre». Alla fine del processo 5 giovani di Lotta Continua furono condannati per omicidio colposo. Anche Venezia non fu risparmiata, il 31 marzo fu scossa da una giornata di guerriglia urbana, che si è ripetuta anche il 19 dicembre 1978, il 30 aprile e il 3 dicembre 1979: questa sequenza di attentati è conosciuta come «notti dei fuochi del Veneto».

### Convegno di Bologna

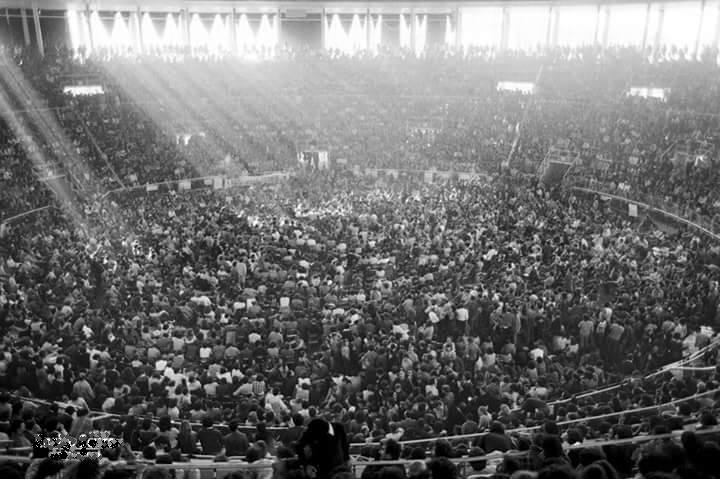
L'assemblea riunita al Palazzetto dello Sport a Bologna.

Uno degli ultimi eventi del movimento del Settantasette fu il «Convegno nazionale contro la repressione», svoltosi a Bologna tra il 23 e il 25 settembre 1977.
(Rosso, numero speciale, settembre 1977)
Al convegno parteciparono 70.000 persone secondo i dati ufficiali, più di 100.000 per gli organizzatori, che invasero in maniera pacifica la città per tre giorni. Mentre si formarono dei gruppi di lavoro in varie sedi come i locali dell'Università, ma anche nei cinema e nello stesso palazzo comunale, la città si trasformò in un palcoscenico per iniziative spontanee a cui parteciparono gruppi teatrali e musicali, con la presenza di importanti figure della cultura italiana come Dario Fo e Franca Rame. Nelle file degli indiani metropolitani fecero sentire la loro voce Mario Appignani detto Cavallo Pazzo e Marco Erler, Nuvola Rossa.
Al Palazzetto dello Sport si riunì una grande assemblea che avrebbe dovuto delineare nuove direttive per il Movimento e il confronto fra le sue varie anime. L'assemblea fu però segnata da comportamenti rissosi dei militanti autonomi che accusavano la conduzione del convegno, secondo loro incentrata su un confronto di "intellettuali" sui temi della controcultura, togliendo spazio al tema degli scontri con lo Stato che si stavano radicalizzando sul territorio. I primi due giorni furono principalmente occupati dallo scontro tra l'anima spontaneista e i gruppi storici extraparlamentari (come Lotta Continua, Democrazia Proletaria), il terzo giorno l'assemblea terminò con un grande corteo che attraversò la città seguito dallo spettacolo in piazza di Dario Fo e Franca Rame.
L'assemblea diventò di fatto l'ultimo atto «ufficiale» del Movimento.

### La fine del movimento e il riflusso
Verso la fine degli anni settanta il Movimento si esaurì, e le stesse istanze politiche continuarono ad esse portate avanti dai collettivi studenteschi, dai centri sociali autogestiti e dai gruppi storici della sinistra extraparlamentare che lo avevano animato: Autonomia Operaia, Democrazia Proletaria, Movimento Lavoratori per il Socialismo, PdUP, IV Internazionale e altri. Nel 1978, col rapimento Moro, molti intellettuali e varie organizzazioni si trovarono ad esprimere in modo ancora più netto il proprio dissenso nei confronti delle organizzazioni comuniste armate (lo slogan suggerito dal quotidiano Lotta Continua era: «Né con lo Stato, né con le BR» che rappresentava un disequilibrio su una lama di rasoio); diversamente, Autonomia solidarizzava con quelle. Si svilupparono ulteriormente nuove realtà giovanili di militanza politica che sarebbero diventati i centri sociali, luoghi di aggregazione politico-sociale nati dalle esperienze dei circoli del proletariato giovanile della seconda metà degli anni settanta. Vi furono significativi sviluppi della controcultura, e ne fu espressione il Festival internazionale dei Poeti tenutosi a Castel Porziano dal 28 al 30 giugno 1979, che vide la presenza di 30 mila persone e la partecipazione di personalità di grande spessore come Ginsberg, Borroughs, Evtušenko, Soriano, Corso.
Nello stesso tempo, parte di chi aveva partecipato al Movimento scelse strade diverse. Molti si "rinchiusero nel privato", dedicandosi a costruire qualche realtà per sé stessi; questo fenomeno prese il nome di riflusso. Alcuni scelsero il misticismo, le filosofie orientali, l'ecologia, la costruzione di comunità per uno stile di vita alternativo. Altri svoltarono entrando nell'area della sinistra parlamentare (PCI e PSI). Qualcun altro si unì alla lotta armata. Chi era profondamente nonviolento si ritrovò vicino a Pannella.
Democrazia Proletaria, con la scelta parlamentare si trovò collocata alla sinistra del PCI, divenendo un punto di riferimento per parte dei giovani impegnati negli anni ottanta. Alcuni leader e personaggi noti, reduci dei primi anni dell'esperienza del Sessantotto, come Alexander Langer, ultimo direttore del quotidiano Lotta Continua, scelsero l'impegno ambientalista, raggruppandosi attorno al nascente movimento verde italiano. Nei grandi sindacati guadagnava terreno una più realistica percezione delle esigenze economiche, tra i lavoratori si diffondevano il disagio e l'insofferenza per il carattere esclusivamente politico delle manifestazioni di protesta.
L'omicidio di Fausto e Iaio, avvenuto a Milano, venne a cadere alla fine di questa stagione politica. I due giovani, militanti nel Centro Sociale Leoncavallo e impegnati a combattere la diffusione della droga nel quartiere, furono uccisi il 18 marzo 1978 da estremisti di destra mai identificati.
Autonomia Operaia venne colpita dall'inchiesta giudiziaria 7 aprile (1979-1988) – promossa dalla Procura della Repubblica di Padova – che portò in carcere molti esponenti di spicco.

## Riviste dell'epoca legate al Movimento
- A/traverso
- Cannibale
- Doppiovù
- La Luna e il Dito
- Il Male
- La salamandra
- Ombre rosse
- Re Nudo
- Rosso
- Autonomia Operaia
- I Volsci
- Gatto Rosso
- Lotta Continua

## Cronologia

### 1976
- 31 ottobre - 4 novembre: 2º congresso nazionale di Lotta Continua, che segna lo scioglimento di fatto dell'organizzazione[4][6].
- 3 dicembre: viene pubblicata la «circolare Malfatti» (dal nome del Ministro della Pubblica istruzione Franco Maria Malfatti), che attacca la liberalizzazione dei piani di studio universitari in vigore dal 1968, propone l'abolizione degli appelli mensili degli esami e il loro raggruppamento in due sessioni, l'aumento delle tasse di frequenza, restando inalterato il fondo per gli assegni di studio.
- 14 dicembre: a Roma i NAP feriscono Alfonso Noce, un dirigente dei servizi di sicurezza[8].
- 15 dicembre: a Sesto San Giovanni, durante un conflitto a fuoco con la polizia, Walter Alasia muore dopo aver freddato il vicequestore Vittorio Padovani e il maresciallo Sergio Bazzega[6].

### 1977
- 21 gennaio: approvazione della legge sull'aborto alla Camera dei deputati.
- 24 gennaio: a Palermo comincia l'occupazione alla facoltà di Lettere a seguito della delibera dell'applicazione della circolare da parte del Senato accademico.
- 25 gennaio: i sindacati firmarono un accordo con la Confindustria sulla riduzione del costo del lavoro.
- 30 gennaio: il parlamento abolisce una parte della scala mobile dei salari.
- 1º febbraio: a Roma circa 70 neofascisti irrompono nella facoltà di Lettere occupata, armati di spranghe e armi da fuoco. Un colpo di pistola ferisce gravemente alla testa lo studente Guido Bellachioma.
- 2 febbraio: a Roma, a seguito di scontri tra polizia e studenti che volevano assaltare la sede del Fronte della Gioventù in via Sommacampagna, Ugo Pecchioli chiede la chiusura dei «covi» di Autonomia Operaia, affermando che i raid neofascisti all'Università e le provocazioni dell'estrema sinistra sono due facce dello stesso disegno terrorista. È la rottura definitiva tra PCI e movimento degli studenti.
- 17 febbraio: a Roma Luciano Lama, segretario della CGIL, viene cacciato dall'Università dagli studenti dell'Autonomia. Durante il comizio, organizzato dalla CGIL, il servizio d'ordine del sindacato e del PCI aveva cercato di allontanare gli indiani metropolitani che, esponendo un totem, chiedevano ironicamente a Lama altri sacrifici. Gli autonomi intervennero con lancio di oggetti nella direzione del palco costringendo Lama e il suo staff alla fuga.

Blindato in una via di Bologna nel marzo 1977.

- 26 e 27 febbraio: a Roma primo coordinamento nazionale degli studenti universitari. Avviene la rottura fra le femministe e gli Indiani metropolitani da un lato e l'Autonomia Operaia e l'area della militanza dall'altro.
- 10 marzo: viene votato il rinvio a giudizio di due ex Ministri Luigi Gui e Mario Tanassi per corruzione aggravata ai danni dello Stato.
- 10 marzo: a Bologna scattano una serie di arresti in ambito studentesco al fine di impedire l'affluenza di ulteriori elementi del Movimento in città.
- 11 marzo: a Bologna viene ucciso con un colpo di pistola dalle forze dell'ordine il militante di Lotta Continua Francesco Lorusso, e si scatenano una serie di scontri violenti.
- 12 marzo: a Roma una manifestazione nazionale del movimento, di oltre cinquantamila partecipanti - centomila per gli organizzatori, diventa guerriglia urbana, tentativo di assalto alla sede della Democrazia Cristiana in Piazza del Gesù, esproprio di un'armeria e forte protesta per la morte di Lorusso, un lungo corteo che si scioglie in Piazza del Popolo e che alla fine vede l'arresto di circa 150 manifestanti.
- 12 marzo: a Torino viene ucciso il brigadiere Giuseppe Ciotta da un commando di Prima Linea[8].
- 12 marzo: a Bologna, alle ore 23:15, viene chiusa dalla polizia Radio Alice[32].
- 14 marzo: a Bologna vengono sgombrati gli studenti che occupavano l'Università, con le autoblindo, mandate dal Ministro dell'Interno Francesco Cossiga.
- 22 marzo: a Roma i NAP uccidono l'agente Claudio Graziosi.
- 31 marzo: guerriglia urbana a Venezia.
- 6 aprile: a Milano, ha luogo la prima assemblea di «Dissidenza sindacale» dalla politica di «collaborazione e di sostegno» della CGIL e degli altri sindacati al governo.
- 15 aprile: il progetto di riforma Malfatti è approvato dal Consiglio dei Ministri.
- 21 aprile: a Roma le forze dell'ordine intervengono per sgomberare l'occupazione di alcune facoltà presso la città universitaria, ci sono scontri violentissimi con gli studenti nei quali vengono feriti militari, studenti, una giornalista americana e rimane ucciso l'allievo sottufficiale Settimio Passamonti.
- 22 aprile: il Ministro dell'Interno Francesco Cossiga vieta qualsiasi manifestazione pubblica a Roma fino al 31 maggio.
- 29 e 30 aprile: a Bologna ha luogo il secondo coordinamento nazionale del Movimento.
- 3 maggio: rinvio del processo alle BR a causa delle minacce fatte a giudici e giurati.
- 12 maggio: a Roma la studentessa Giorgiana Masi è uccisa sul Ponte Garibaldi da un poliziotto infiltrato mentre partecipava a un corteo organizzato dai Radicali, in occasione dell'anniversario del referendum sul divorzio.

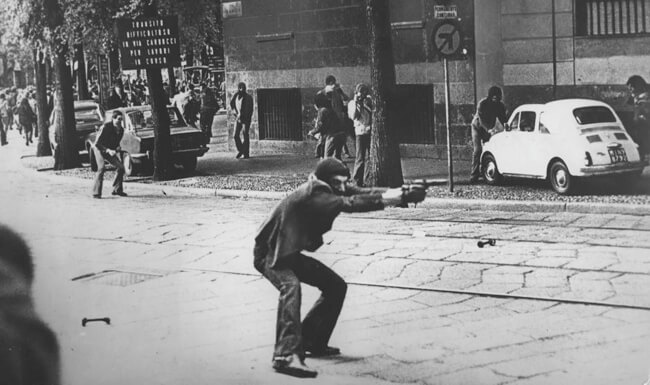
Un'immagine di Giuseppe Memeo (tra le più rappresentative degli anni di piombo) nel mezzo di una sparatoria del 14 maggio 1977, durante una manifestazione dell'Autonomia a Milano.

- 14 maggio: a Milano l'agente di polizia Antonio Custra è colpito a morte. In quella occasione viene scattata la foto di Giuseppe Memeo, manifestante col passamontagna che impugna una P38 puntandola nella direzione della polizia, immagine che diverrà l'icona più utilizzata dai media per rappresentare il movimento del Settantasette.
- 1º giugno: a Genova le Brigate Rosse sparano alle gambe del vicedirettore del Secolo XIX Vittorio Bruno[6].
- 2 giugno: a Milano le BR gambizzano Indro Montanelli, direttore del Giornale nuovo[6].
- 3 giugno: a Roma le BR sparano alle gambe del direttore del TG1 Emilio Rossi[6].
- 7 giugno: il Senato boccia la legge sull'aborto, già approvata alla Camera.
- 10 giugno: in tutte le città, ci sono manifestazioni indette dalle organizzazioni delle donne per protestare contro la votazione del Senato.
- 20 giugno: scontri all'Università di Cagliari, fra autonomi e militanti del PCI.
- 5 luglio: sul quotidiano Lotta Continua viene pubblicato un appello contro la repressione del compromesso storico, firmato da molti intellettuali, tra cui Jean-Paul Sartre, Michel Foucault, Gilles Deleuze, Félix Guattari, Roland Barthes e Maria Antonietta Macciocchi.
- 7 luglio: a Padova il Fronte Comunista Combattente ferisce Antonio Garzotto, giornalista del Gazzettino[6].
- 28 agosto: nasce il movimento anti-nucleare, con una manifestazione alla centrale di Montalto di Castro.
- 19 settembre: a Torino i militanti di Azione Rivoluzionaria feriscono Nino Ferrero, cronista dell'Unità[6].
- 23 e 25 settembre: a Bologna si svolge il «Convegno nazionale contro la repressione»[33], l'ultima assemblea del movimento, in seno al quale si registrano dissensi e spaccature insanabili. Questo convegno sancisce la fine politica del Movimento e l'inizio del «riflusso».
- 30 settembre: a Roma viene ucciso dai neofascisti Walter Rossi, studente e militante di Lotta Continua[7].
- 1º ottobre: a Torino una manifestazione di protesta organizzata da Lotta Continua per l'omicidio del giorno precedente causa la morte dello studente Roberto Crescenzio, vittima del rogo del bar Angelo Azzurro dato alle fiamme da autonomi[7].
- 16 novembre: il vicedirettore della Stampa Carlo Casalegno viene ferito gravemente dalle Brigate Rosse. Morirà tredici giorni dopo[8].

### 1978

Roma, via Fani il giorno del rapimento di Aldo Moro.

- 4 gennaio: a Cassino viene ucciso Carmine De Rosa, capo dei servizi di sicurezza della FIAT[34].
- 7 gennaio: a Roma si consuma la strage di Acca Larentia dove vengono uccisi tre giovani attivisti del Fronte della Gioventù[34].
- 20 gennaio: a Firenze viene ucciso da Prima Linea l'agente Fausto Dionisi[34].
- 14 febbraio: a Roma viene ucciso Riccardo Palma, magistrato addetto alla direzione generale degli istituti di prevenzione e pena[34].
- 7 febbraio: a Prato viene ucciso il notaio Gianfranco Spighi da organizzazioni di estrema sinistra[34].
- 9 marzo: a Torino si apre il processo a 50 brigatisti, ritenuti i capi storici delle BR, tra i quali Renato Curcio e Alberto Franceschini[8].
- 10 marzo: a Torino viene ucciso dalle BR il maresciallo dei carabinieri Rosario Berardi[34].
- 16 marzo: a Roma l'agguato di via Fani e il sequestro di Aldo Moro da parte delle Brigate Rosse[8].
- 18 marzo: a Milano vengono assassinati Fausto Tinelli e Lorenzo «Iaio» Iannucci, all'epoca diciottenni, frequentanti il Centro Sociale Leoncavallo, uccisi da otto colpi di pistola a opera di estremisti di destra[7].
- 11 aprile: a Torino le BR uccidono l'agente di custodia Lorenzo Cotugno[8].
- 20 aprile: a Milano le BR uccidono l'agente di custodia Francesco De Cataldo[8].
- 9 maggio: a Roma le BR uccidono Aldo Moro[8].

## Opere ispirate

### Musica
- Rino Gaetano – Mio fratello è figlio unico, Aida, Nuntereggae più.
- Enzo Del Re – Il banditore.
- Claudio Lolli – Ho visto anche degli zingari felici, Disoccupate le strade dai sogni.
- Stefano Rosso - E allora senti cosa fò
- Area – Luglio, agosto, settembre (nero), Gioia e Rivoluzione.
- Eugenio Finardi – La radio.
- Gianfranco Manfredi – Ma non è una malattia, Ma chi ha detto che non c'è?, Quarto Oggiaro Story, Ultimo Mohicano.
- Centro d'Urlo Metropolitano – Mamma dammi la benza.
- (Vari) - Sarabanda (coppia di audiocassette autoprodotte distribuite al Convegno contro la Repressione di Bologna)[35]
- Ricky Gianco – Compagno sì, compagno no, compagno un cazz.
- Skiantos – Inascoltable.
- Giorgio Gaber – Polli d'allevamento.
- Fabrizio De André – Coda di lupo (sugli indiani metropolitani e la cacciata di Lama).
- Gianfranco Mandredi - Un tranquillo festival pop di paura (sul Festival del proletariato giovanile, al Parco Lambro, del 1976

### Romanzi
- Claudio Ambrosi, Limoni neri, Milano, Squi/libri, 1978.
- Marco Erler, {{Segnali di Fumo}}, Udine, Campanotto editore,1997
- Bruno Arpaia, Il passato davanti a noi, Milano, Guanda, 2006, ISBN 978-88-8246-912-2.
- Nanni Balestrini, Gli invisibili, Milano, Bompiani, 1987; Roma, DeriveApprodi, 2005.
- Angela Caporaso, Do you want to start new game? Casier, Amande, 2012, ISBN 978-88-97681-10-6.
- Mario Marino, Non sparate sul pianista, Pavia, Libro libero, 1978.
- Dario Paccino, Diario di un provocatore, Roma, Libri del No, 1977.
- Enrico Palandri, Boccalone. Storia vera piena di bugie, Milano, Feltrinelli, 1988, ISBN 978-88-452-5309-6.
- Massimo Pistis, Estremisti!, Aletti editore, 2019. ISBN 9788859157199
- Paolo Pozzi, Insurrezione, Roma, DeriveApprodi, 2007, ISBN 978-88-89969-23-6.
- Angelo Quattrocchi, Ultimi fuochi, Roma, Malatempora Edizioni, 2007.
- Luca Rastello, Piove all'insù, Torino, Bollati Boringhieri, 2006, ISBN 978-88-339-1661-3.
- Pier Vittorio Tondelli Altri libertini, Milano, Feltrinelli, 1980.
- Pino Tripodi, Settesette, una rivoluzione, la vita, Milano, Milieu edizioni, 2012.
- Marco Erler, Mission a Hong Kong:1977. Chi la fa se l'aspetti. Tributo a Bruce Lee

con dedica a Francesco Cossiga e a Stanley Kubrik, Firenze 2022, Porto Seguro editore. ISBN 978-88-5546-9999. Opera edita in lingua spagnola,Misiòn en Hong Kong:1977" Bogotà 2023, Taller de edicciòn Rocca, ISBN 978-62-89589-52-8.

### Filmografia
- Il... Belpaese, regia di Luciano Salce (1977)
- Verso sera, regia di Francesca Archibugi (1990)
- Il trasloco (documentario), regia di Renato De Maria (1991)
- Alice è in paradiso, regia di Guido Chiesa (2002)
- Claudio Lolli: Salvarsi la Vita con la Musica, regia di Salvo Manzone (2002)
- Paz!, regia di Renato De Maria (2002)
- Lavorare con lentezza - Radio Alice 100.6 MHz, regia di Guido Chiesa (2004)